# 丰扎索
丰扎索（義大利語：Fonzaso），是意大利威尼托大区贝卢诺省的一个市镇。总面积27.49平方公里，人口3376人，人口密度122.8人/平方公里（2009年）。国家统计（ISTAT）代码为025022。